# Rollins Band
I Rollins Band sono stati un gruppo musicale rock statunitense guidato dal cantautore Henry Rollins. La band ha avuto il suo maggior successo nella prima metà degli anni '90.
Tra i loro brani più noti vi sono Tearing (1992), Low Self Opinion (1992) e Liar (1994).

## Componenti del gruppo
- Henry Rollins – voce (1987–2003, 2006)
- Chris Haskett – chitarra (1987–1997, 2006)
- Sim Cain – batteria, percussioni (1987–1997, 2006)
- Melvin Gibbs – basso (1993–1997, 2006)
- Andrew Weiss – basso (1987–1992)
- Jim Wilson – chitarra, piano (1999–2003)
- Marcus Blake – basso (1999–2003)
- Jason Mackenroth – batteria, percussioni, sassofono (1999–2003)

## Discografia

### Album in studio
- 1987 - Life Time
- 1989 - Hard Volume
- 1992 - The End of Silence
- 1994 - Weight
- 1997 - Come In and Burn
- 2000 - Get Some Go Again
- 2001 - Nice

### Raccolte e live
- 1988 - Do It.
- 1990 - Turned On
- 2001 - A Nicer Shade of Red
- 2003 - Yellow Blues
- 2004 - Weighting
- 2005 - Get Some Go Again Sessions